# Jean-Baptiste Falcon
Pour les articles homonymes, voir Falcon.
 (juin 2025).
La mise en forme du texte ne suit pas les recommandations de Wikipédia : il faut le « wikifier ».
Les points d'amélioration suivants sont les cas les plus fréquents :
- Les titres sont pré-formatés par le logiciel. Ils ne sont ni en capitales, ni en gras.
- Le texte ne doit pas être écrit en capitales (les noms de famille non plus), ni en gras, ni en italique, ni en « petit »…
- Le gras n'est utilisé que pour surligner le titre de l'article dans l'introduction, une seule fois.
- L'italique est rarement utilisé : mots en langue étrangère, titres d'œuvres, noms de bateaux, etc.
- Les citations ne sont pas en italique mais en corps de texte normal. Elles sont entourées par des guillemets français : « et ».
- Les listes à puces sont à éviter, des paragraphes rédigés étant largement préférés. Les tableaux sont à réserver à la présentation de données structurées (résultats, etc.).
- Les appels de note de bas de page (petits chiffres en exposant, introduits par l'outil «  Source ») sont à placer entre la fin de phrase et le point final[comme ça].
- Les liens internes (vers d'autres articles de Wikipédia) sont à choisir avec parcimonie. Créez des liens vers des articles approfondissant le sujet. Les termes génériques sans rapport avec le sujet sont à éviter, ainsi que les répétitions de liens vers un même terme.
- Les liens externes sont à placer uniquement dans une section « Liens externes », à la fin de l'article. Ces liens sont à choisir avec parcimonie suivant les règles définies. Si un lien sert de source à l'article, son insertion dans le texte est à faire par les notes de bas de page.
- La présentation des références doit suivre les conventions bibliographiques. Il est recommandé d'utiliser les modèles {{Ouvrage}}, {{Chapitre}}, {{Article}}, {{Lien web}} et/ou {{Bibliographie}}. Le mode d'édition visuel peut mettre en forme automatiquement les références.
- Insérer une infobox (cadre d'informations à droite) n'est pas obligatoire pour parachever la mise en page.

Pour une aide détaillée, merci de consulter Aide:Wikification.
Si vous pensez que ces points ont été résolus, vous pouvez retirer ce bandeau et améliorer la mise en forme d'un autre article.
Jean-Baptiste Falcon est inventeur et soyeux lyonnais, célèbre pour avoir mis au point un système de cartes perforées permettant la commande des machines textiles.
Il est décrit parfois comme "assistant" ou "collègue" de Basile Boachon (ou Bouchon), qui avait mis au point en 1725 un système de machine à tisser à rubans perforés.
Falcon perfectionna ce système en 1728, en remplaçant les rubans de papier, jugés trop fragiles, par des plaques de carton (ou de bois) reliés entre elles par une chainette.
Comme Boachon, mais dans des proportions bien plus importantes, Falcon se verra régulièrement récompensé de son travail d’amélioration du métier à tisser. Ainsi, la corporation de la Fabrique lui offre pas moins de 52.194 livres entre 1738 et 1755,.
En 1763, il reçoit la visite de Auguste-Denis Fougeroux de Bondaroy, membre de l’Académie des Sciences, qui prévoyait d'écrire un ouvrage sur les Arts et Métiers. Dans son manuscrit, le botaniste décrit ainsi de manière très détaillée le fonctionnement de la machine à tisser de Jean-Baptiste Falcon, installé alors dans le quartier de Pierre Scize.
On parle alors de métier "à la Falconne".
Ce système, amélioré par Vaucanson, sera repris ensuite sur les métiers Jacquard.
Le principe de la carte perforée sera repris par Herman Hollerith, l'inventeur de la mécanographie, à la fin du XIXe siècle. Ce principe, et plus précisément les cartes du métier Jacquard, a également inspiré Charles Babbage, un des principaux précurseurs de l'informatique.

## Hommages
Par délibération du Conseil Municipal du 19 juin 1922, une rue du 4ème arrondissement de Lyon porte son nom. Un fragment a changé de dénomination en 1948, devenant rue Henri Ferré.